# Combined Operations
L’ensemble des opérations interarmées peuvent être considérées comme des « opérations combinées ». Pendant la Seconde Guerre mondiale, de telles opérations sont légion et sont menées par tous les belligérants et sur tous les théâtres d’opérations. Le premier acte de guerre constitue d’ailleurs une opération de cette nature. Dans le cadre de l’invasion de la Pologne, les Allemands lancent le 1er septembre 1939 une compagnie d’assaut depuis le cuirassé Schleswig-Holstein contre un dépôt militaire polonais sur la péninsule de Westerplatte. Malgré la complexité qui peut les caractériser, ces opérations ne sont pas une nouveauté, elles sont pratiquées dès l’Antiquité. On peut notamment citer le débarquement réussi de César, de deux légions (environ 5 000 hommes) et de 450 cavaliers en Bretagne (actuelle Grande-Bretagne), en 55 avant notre ère.
Les « opérations combinées » peuvent néanmoins s’envisager d’une façon plus spécifique dans le cadre de la Seconde Guerre mondiale. En effet, cette notion est propre à un belligérant en particulier : le Royaume-Uni. En 1940, est créée sous l’impulsion de Churchill, la « Direction des Opérations Combinées ». Cette structure, qui survivra à la guerre, ne se limite pas à une fonction de coordination entre les différentes armées. Rapportant directement au premier ministre, elle se voit confier la planification, la préparation et l’exécution d’opérations, certes interarmées, mais à la forme particulière et pour lesquelles elle dispose de moyens propres. Forcés de se retirer du continent européen en 1940, les Britanniques, malgré leurs moyens limités, souhaitent conserver une attitude offensive face à l’Allemagne. Ils imaginent alors des campagnes de raids sur les côtes des pays occupés. Pour la plupart amphibies, ils seraient menés par des unités légères, discrètes, hautement spécialisées et directement rattachées à la « Direction des Opérations Combinées ». À court terme, il s’agit de démontrer la capacité britannique à ne pas abandonner le combat. À plus long terme, il s’agit de préparer les débarquements qui permettront de lancer la contre-offensive et in fine de libérer l'Europe.

## Après l'évacuation de Dunkerque: continuer le combat et préparer la contre-offensive
Fin mai 1940, la force expéditionnaire britannique (British Expeditionary Force ou BEF) est piégée à Dunkerque par le « coup de faux » allemand. Le 26 mai, l’Amirauté britannique déclenche l’opération « Dynamo » visant à évacuer l’ensemble des troupes britanniques mais aussi françaises et belges. C’est une opération préparée à la hâte, une armada hétéroclite est constituée. Le 4 juin 1940, près de 340 000 soldats ont pu regagner les côtes anglaises. Même si Churchill parle du « miracle de Dunkerque », l’évacuation a été payée au prix fort. Malgré l’importance des moyens mobilisés, cela reste insuffisant pour rembarquer tout le monde. Une centaine de milliers de soldats sont soit tués, blessés ou faits prisonniers. Par ailleurs, la plupart des embarcations ne permettent pas d’atteindre la plage et de supporter de lourdes charges. La majeure partie de l’armement et du matériel est donc abandonné sur place. Ce sont enfin près de 200 navires, dont 6 destroyers britanniques, et quelque 1000 avions qui sont perdus dans les combats par les Alliés.
C’est un traumatisme pour les Britanniques et plusieurs mois sont nécessaires pour que les unités redeviennent opérationnelles. Craignant dorénavant une invasion allemande, les forces armées sont pleinement mobilisées à la défense territoriale. Cependant, Churchill ne compte pas s’en tenir à une attitude exclusivement défensive. Malgré les faibles moyens dont ils disposent et d’une absence physique sur le continent, les Britanniques doivent poursuivre le combat et faire la démonstration de leur « fighting spirit ». Dès le 4 juin 1940, Churchill expose ainsi sa vision dans une note du 4 juin 1940, envoyée au général Ismay, secrétaire du comité des chefs d’État-Major : « Nous ne devons pas permettre que l’état d’esprit exclusivement défensif qui a causé la perte des Français compromette également nos initiatives. Il est de la plus haute importance de fixer la plus grande partie des forces allemandes tout le long des côtes des pays qu’elles ont conquis, et de se mettre immédiatement en devoir d’organiser des raids sur les côtes dont la population nous est acquise. Ces raids pourraient être effectués par des unités autonomes parfaitement équipées (…) Nous devons nous efforcer de nous débarrasser de notre sujétion mentale et morale à la volonté et à l’initiative de l’ennemi. » Lord Louis Mountbatten, emblématique chef des « Opérations combinées » d’octobre 1941 à novembre 1943, parle d’une « guérilla amphibie » pour décrire cette stratégie : “Here, therefore, was an opportunity to engage in a kind of amphibious guerilla warfare to which the British were, by temperament and tradition, peculiarly suited. The national love for the sea could be combined with the national love of the chase.”

## Instaurer un « régime de terreur », « massacrer et déguerpir »[2]
Ces opérations s’inscrivent dans une approche indirecte destinée à préparer la contre-offensive qui libérera le continent européen. Dès juin 1940, il est évident pour Churchill que cette contre-offensive passera par un débarquement massif sur les côtes européennes. Or, l’improvisation qui avait jusque-là caractérisé les opérations amphibies ne peut plus avoir cours. Face à des côtes fermement et lourdement défendues, une préparation et une planification minutieuses sont nécessaires. Dès lors, ces raids, pour la plupart amphibies, ont d’abord pour objectif de recueillir des renseignements sur le dispositif de défense allemand et les intentions de la Wehrmacht. Entrepris sur les côtes des pays occupés, ils visent également à disperser les forces allemandes et à semer le doute sur les futures intentions alliées. Ainsi, à la suite de leur multiplication sur les côtes norvégiennes en 1941, Hitler déclare : « Les Britanniques vont attaquer la Norvège. Ils vont essayer de nous en déloger. Cela pourrait être d’une importance décisive pour l’issue de la guerre. » Dès lors, les Allemands maintiennent un important dispositif dans ce pays. La veille du débarquement du 6 juin 1944, 300 000 soldats allemands sont dédiés à la défense de la Norvège, soit l’équivalent de la moitié des troupes occupant la France à la même époque. De la même façon, un dispositif disproportionné de plus de 30 000 hommes, est maintenu sur les îles Anglo-Normandes.
Ces « piqures de moustiques » (« pinprick raids »), par les destructions, les sabotages et les captures de prisonniers, doivent engendrer un sentiment permanent d’insécurité chez l’ennemi, instaurer un « régime de terreur », miner son moral et entraver sa capacité de combat. En retour, il s’agit d’afficher des succès militaires pour soutenir le moral britannique. Enfin, ces opérations doivent permettre le perfectionnement des techniques, matériels et savoir-faire dans le domaine de la guerre amphibie et pour laquelle Churchill se fascine depuis longtemps. En 1917, il avait ainsi exposé un certain nombre d’idées dans ce domaine dans le cadre de l’élaboration d’un plan pour la capture de deux îles de la Frise, Borkum et Sylt. Il avait notamment suggéré la construction d’engins adaptés pour permettre en particulier à des blindés de participer efficacement à l’assaut, ou encore la possibilité de mettre en œuvre des îlots artificiels grâce à des caissons en béton.

## Des unités spéciales pour des opérations spéciales: les «commandos»
Pour mener ces raids, les Britanniques envisagent de s’appuyer sur de petites unités, spécialement entraînées, capables d’opérer dans la plus grande discrétion, en autonomie, et qui maîtriseraient les techniques de combats irréguliers. Ainsi, elles seraient capables d’entraver les efforts d’une force largement supérieure en nombre et en arme.
Cependant, en juin 1940, la Grande-Bretagne ne dispose pas des moyens pour mener ces opérations. Sur le plan humain, aucune force ne semble être adaptée. En effet, les Royal Marines, troupes destinées à l’origine à la réalisation d’opérations amphibies, sont pleinement mobilisés dans le cadre de la défense territoriale par la Navy. Par ailleurs, ils n’ont pas développé le savoir-faire nécessaire pour mener le combat non conventionnel attendu dans le cadre d’une « guérilla ». Enfin, d’un point de vue politique, il était difficile d’amputer l’Amirauté de ses troupes d’élites alors que Churchill souhaite une force indépendante des autres armées. En avril 1940, des « Compagnies Indépendantes » (Independent Companies) ont néanmoins bien été constituées selon une organisation plus légère que les Royal Marines. Indépendantes des autres forces armées, elles doivent effectuer des opérations de raids amphibies en soutien des opérations de la marine. Formées hâtivement pour participer à l’expédition franco-britannique en Norvège, elles n’ont pas donné satisfaction. Ces unités, constituées de volontaires issus des rangs de l’ensemble des régiments de l’armée britannique, n’ont pu disposer de l’entrainement nécessaire pour mener le combat asymétrique que l’on attendait d’elles. L’Amiral Mountbatten écrit : ”they did not perform the duties for which they had been brought into being. They did not raid the enemy in the full sense of the word, but fought with him in a more regular manner.”

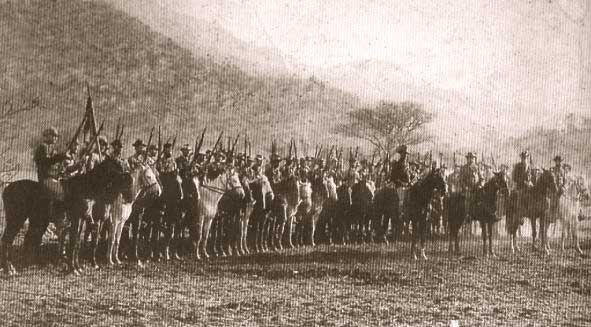
Kommando Boers (1899)

À la suite de la demande de Churchill de disposer d’unités spécifiquement entraînées, le général Dill, chef de l’état-major impérial charge alors le Lieutenant-Colonel Clarke de proposer un projet. À la suite de l'évacuation de Dunkerque, ce dernier est également préoccupé sur la façon de poursuivre le combat, en attentant une reconstitution des armées britanniques. Rejoignant Churchill, il estime que l’ennemi doit être attaqué d’une autre manière, par surprise, de façon ponctuelle et sur un point précis, avant de recommencer ailleurs. Clarke est un officier sensibilisé au combat irrégulier qu’il a pu découvrir en 1936 en Palestine lors de la grande révolte arabe. Il imagine alors de petites unités taillées pour le combat irrégulier, les Commandos, directement inspirés des Kommandos Boers, très agiles, auxquelles fut confrontée l’armée britannique en Afrique du Sud pendant la seconde guerre des Boers entre 1899 et 1902. Par leurs tactiques spécifiques, ces unités étaient capables de tenir en échec des forces bien plus importantes en hommes et en armes. L’idée séduit Churchill qui donne son accord le 8 juin et réclame un minimum de 5 000 hommes devant tous être volontaires.
L’organisation générale des commandos est la suivante : environ 500 hommes répartis en 10 troops de 50 hommes et commandée chacune par un capitaine. La troop est l’unité de base du commando, elle doit pouvoir agir de façon autonome. À ce titre, elle doit disposer de ses propres moyens de transport et de transmission ainsi que de ses stocks de munitions.
Cependant, la constitution de ces nouvelles unités est rendue d’autant plus compliquée que les armements et les matériels manquent. Là encore, la priorité est donnée aux troupes dédiées à la défense territoriale. L’amiral Mountbatten écrit : ”Only a few weapons of modern design were at the disposal of the troops engaged in raidings ; or, to put it more exactly, the number of these troops depended on the number of weapons available.” Par ailleurs, si un centre de développement et d’entrainement interarmées, dont l’objet est de développer les moyens tant humains que matériels nécessaires à la réalisation des opérations combinées, est créé en 1936 (Inter-Services Training and Development Centre ou ISTDC), celui-ci ne dispose que de moyens dérisoires. À la veille du conflit, l’ISTDC ne peut aligner qu’à peine neuf chalands désuets.

## 1940: des débuts marqués par l'improvisation
Churchill souhaite aller vite. Un petit état-major, sous le commandement du lieutenant-général Bourne, est mis en place afin de faire des propositions de plans au comité des chefs d’état-major. Parallèlement, un nouveau bureau, le MO9, est créé pour assurer la montée en puissance des commandos. Cependant, compte tenu de l’exigence portée à l’entrainement, les premières unités ne pourront être opérationnelles que dans plusieurs mois. Le lieutenant-colonel Clarke, chargé de l'exécution des plans, va ainsi recruter des volontaires au sein des unités qui ne seraient pas pleinement mobilisées dans la défense territoriale. Clarke parvient à rassembler 350 hommes et 25 officiers issus en priorité des dix compagnies indépendantes. Ils forment alors la 11e compagnie indépendante.
Dans la nuit du 23 au 24 juin 1940, alors que l’armistice que la France a signé avec l’Allemagne n’est pas encore entré en vigueur, 120 hommes de la 11e compagnie répartis en quatre équipes prennent la mer en direction de Boulogne-sur-Mer, c’est le début de l’opération « Collar ». Puis, à la suite de la mise en place du commando n°3, un deuxième raid est lancé dans la nuit du 14 au 15 juillet 1940 sur l’île de Guernesey, l’opération « Ambassador ». Ces deux premiers raids ne sont pas concluants. Ils se caractérisent surtout par une grande improvisation. Churchill parlera même de « stupides fiascos ».
Malgré quelques renseignements, les objectifs sont loin d’être remplis d’autant plus que les premières pertes sont à dénombrer. Le matériel et en particulier les canots à moteur se révèlent complètement inadaptées. La navigation de nuit est un autre point crucial à améliorer de même que les hommes n’étaient pas à la hauteur. Les hommes qui de plus voient leur moral affecté par ces échecs. La coordination entre les marins, les commandos et les aviateurs est également loin d’être optimale. Ces opérations ne s’improvisent pas, elles demandent une préparation et une planification minutieuses. Les prochains mois doivent être mis à profit pour roder l’outil. Mais ces deux premiers raids malgré leurs résultats peu concluants, ont eu l'avantage de constituer un laboratoire pour les opérations à venir.

## Été 1940: création des "Opérations combinées"

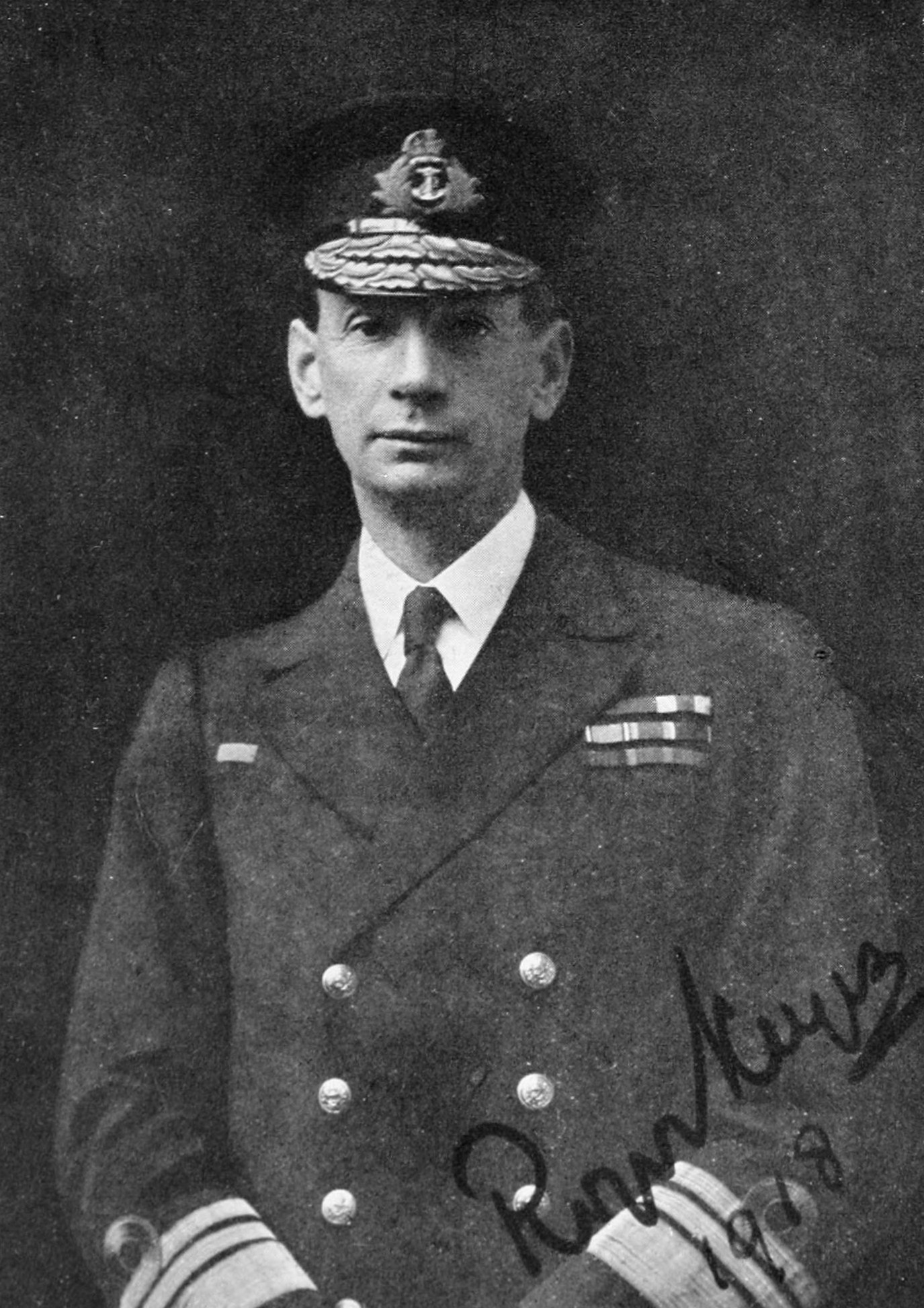
Amiral Keyes

Churchill nomme le 17 juillet 1940 l’amiral Roger Keyes « Directeur des Opérations Combinées ». Âgé de 68 ans, ce marin est un ami de Churchill et un héros de 14-18. Le 22 avril 1918, il conduisit notamment le raid contre la base sous-marine allemande de Zeebruges. Celui-ci est ainsi à la tête d’un état-major interarmées ne dépendant plus du comité des chefs d’état-major, mais en faisant pleinement parti, et relevant directement du premier ministre lui-même. L’état-major mis en place initialement pour planifier les « raidings operations » se fond alors dans la nouvelle structure et le général Bourne devient l’adjoint de Keyes. La mission des « Opérations Combinées » concerne la planification et l’exécution des raids en territoire ennemi. De ce fait, il assure la coordination des moyens interarmées mis à sa disposition dans le cadre de ces opérations. Les unités commandos, dont il assure le recrutement et l’entrainement, lui sont directement rattachées. Enfin, il supervise le développement de matériels spécifiques et en assure la production.
Churchill attend de cette réorganisation des opérations mieux élaborées et d’une plus grande envergure. Cependant, les « Opérations Combinées » manquent toujours de moyens. Les effectifs, en particulier ne progressent pas assez rapidement faute de matériel pour les équiper et du fait de la réticence de chefs de corps de l’armée régulière, peu enclins à voir partir leurs meilleurs éléments tenter l’aventure. Ainsi, sur les 5 000 hommes réclamés par Churchill, seuls 500 sont à l’entrainement. Progressivement, une brigade spéciale (Special Service Brigade ou SSB) peut être constituée en octobre 1940 avec à sa tête le général Haydon. Elle est composée de 5 bataillons (Special Service Battalions) formé chacun par deux compagnies de 500 hommes. Ces compagnies correspondent en fait aux unités commandos décrites précédemment. Ainsi cette brigade est formée des 9 premières unités commandos et des 6 dernières Compagnies Indépendantes encore en service. À la fin de l’année 1940, le commando n°11 ou Scottish Commando est constitué, puis le n°12 au début de l’année 1941. Finalement, l’organisation de la SSB et des unités qui la composent est entièrement revue en février-mars 1941. Les troops sont considérées comme trop faibles et la formation des commandos en dix troops trop lourde. La nouvelle structure, qui sera préservée pour le reste du conflit, consiste en des commandos de six troops. Cinq sont composées de trois officiers et 62 sous-officiers et soldats du rang alors que la sixième, plus lourdement armée, en compte environ 40. L’effectif de 65 n’a pas été fixé au hasard puisqu’il correspond au nombre de personnels pouvant embarquer dans deux barges de débarquement. Chaque commando est dorénavant autonome, les niveaux bataillon et compagnie sont abandonnés.
Pour les volontaires des trois armées qui se présentent au centre d’entrainement d’Inveraray en Écosse, la sélection est de plus en plus rigoureuse. En particulier, il est bien vérifié que toutes les futures recrues savent bien nager, n’ont pas le mal de mer et qu’elles ont déjà eu une expérience du combat. De plus, l’encadrement est également rajeuni, les commandants ou capitaines quadragénaires ont difficilement leur place chez les commandos, pour lesquelles l’activité est très intense. L’entrainement doit être à la hauteur. Il est rare d’être au sec. Inveraray, avec le froid, la pluie, la boue, offre un cadre suffisamment rustique pour permettre l’aguerrissement des corps et des esprits. Dans ces conditions, l’esprit de corps qui se développe parmi les commandos est exceptionnel et rien n’est pire que le « Return to unit », le retour dans leur unité d’origine.
Si les commandos de la brigade du général Haydon s’entrainent durement, ils commencent cependant à s’impatienter. En effet, plus aucune opération n’est menée en 1940 à la suite de l'opération « Ambassador ». Deux raids sont prévus sur les Açores et l’île de Pantelleria près de Malte, mais ils sont finalement annulés car jugés trop risqués ou n’ayant pas suffisamment d’impact. Il faut attendre 1941, pour que de nouvelles opérations aient lieu. En février 1941, les commandos 7, 8 et 11 sont envoyés pour participer aux opérations en Afrique du Nord et au Proche-Orient. Ils sont regroupés sous les ordres du colonel Robert Laycock et composent la « Layforce ». Mais c’est surtout le raid sur les îles Lofoten, en Norvège en mars 1941, qui sera l’occasion pour les Opérations Combinées et ses commandos d’acquérir ses premières véritables lettres de noblesse.

## « Claymore »: le premier « succès » en mars 1941

Opération Claymore

Les îles Lofoten abritent des usines produisant de l’huile de morue et de hareng. Cette huile est utilisée dans la production de glycérine pour les explosifs. Il s’agit alors de les détruire ainsi que les bateaux ennemis stationnés dans les principaux ports et de capturer des prisonniers, c’est l’opération « Claymore ». La force pour exécuter ce raid est composée des commandos 3 et 4 soit 250 hommes environ, renforcés chacun par 50 sapeurs qui procéderont aux destructions. Le 1er mars, la force est transportée par paquebots au large des Lofoten. L’opération commence au matin du 4 mars. Cette fois, les commandos peuvent compter sur de nouvelles embarcations pour procéder aux débarquements, le « Landing Craft Assault ». Mis au point par l’ISTDC, il s’agit d’une petite barge de 12,3 m pouvant progresser à une vitesse de 10 nœuds (environ 20 km/h) avec 35 hommes soldats équipés et 4 hommes d’équipage. L’opération, qui a duré 4 heures, est un grand succès. Tous les objectifs sont atteints : 5 navires détruits, 18 usines sont détruites, 800 000 gallons d’huile et d’essence sont brûlés, 216 allemands et 60 collaborateurs norvégiens sont faits prisonniers. Les Britanniques n’enregistrent quant à eux qu’un seul blessé.
L’événement est largement médiatisé. Il s’agit de faire savoir que la Grande-Bretagne n’a pas déposé les armes et qu’elle a les moyens de faire mal à l’ennemi. Les Britanniques sont encore seuls face à l’Allemagne, le succès de « Claymore » vient à point nommé pour soutenir le moral national. Un succès également pour Churchill et une fierté pour les commandos. Cependant, la réussite de cette opération tient peut-être davantage de la conjonction entre une météo clémente et la médiocrité de l’adversaire que du professionnalisme des Britanniques. En effet, le capitaine Lovat, du commando n°4, décrit un raid mal préparé, une cohésion et une discipline insuffisantes, un équipement lourd et inadapté. Mais pour Churchill, cette opération doit marquer un tournant dans l’histoire des opérations combinées. Les raids doivent dorénavant s’intensifier et continuer à être perfectionnés avec en ligne de mire, la « réinvasion » de la France. D’autant que la Grande-Bretagne n’est plus seule : 1941 est également l’année qui voit entrer en guerre l’URSS en juin puis les États-Unis en décembre.

## Automne 1941: l'arrivée de lord Louis Mountbatten

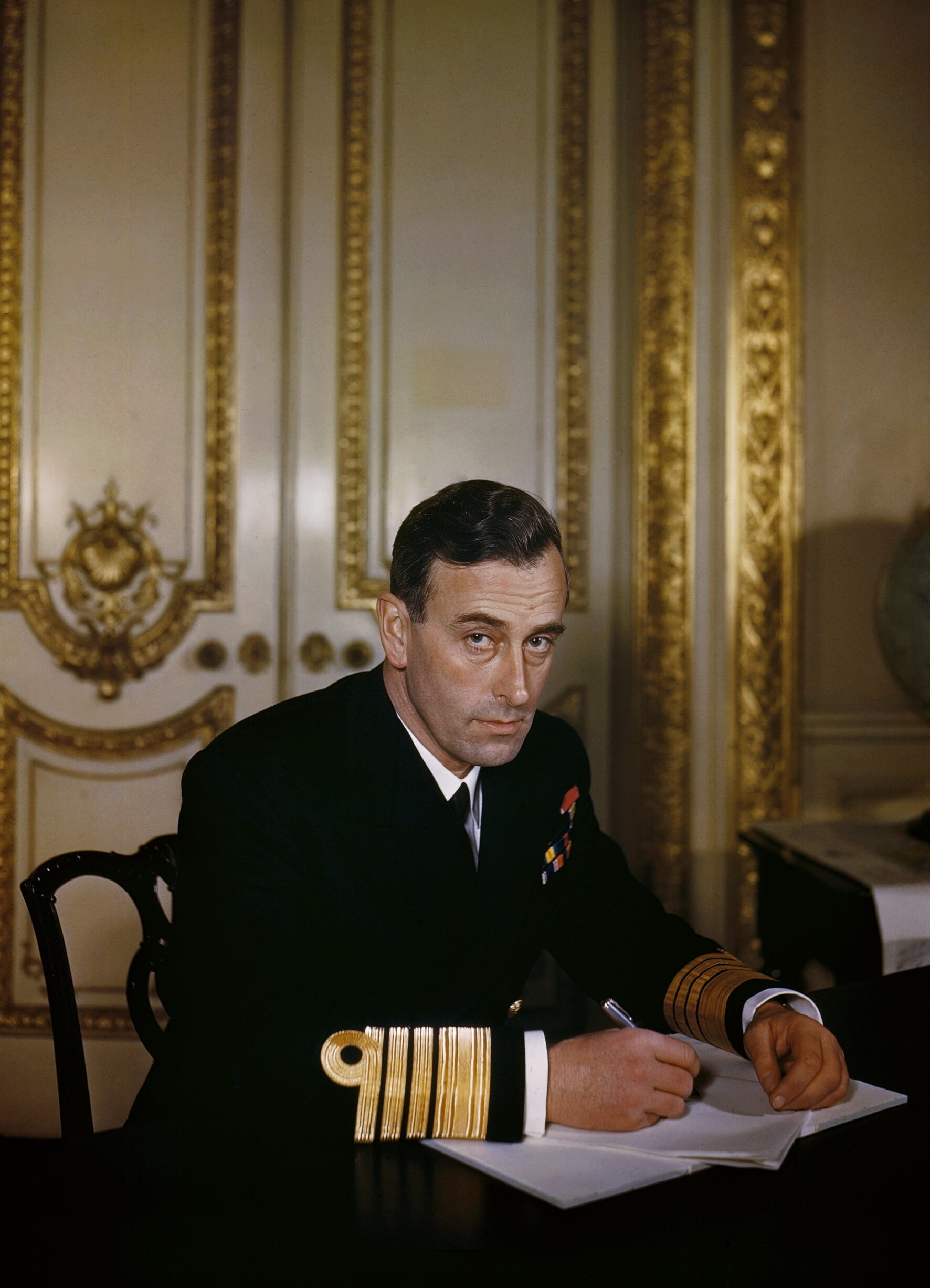
Amiral Lord Louis Mountbatten

Pour poursuivre le développement des « Opérations combinées », Churchill préfère mettre un nouvel homme à leur tête, l’action de l’amiral Roger Keyes ayant peu convaincu. À un bilan plutôt maigre, vient s’ajouter un caractère rude qui a fini par lui être fatal. C’est donc le capitaine lord Louis Mountbatten qui est nommé pour lui succéder le 27 octobre 1941. Il sera promu vice-amiral quelques mois plus tard. Par ailleurs, la « Direction des Opérations combinées » est remplacée par un « Commandement en chef des Opérations combinées ». Mountbatten est 25 ans plus jeune que Keyes. Un élément qui a sans doute joué en sa faveur, Churchill souhaitant en effet une personnalité énergique, capable de renforcer le caractère offensif des commandos. Il a pour mission d’intensifier les raids. Le plan d’action qui lui a été confié par Churchill, s’inscrit clairement dans la perspective de la libération de l’Europe : « Je veux que vous succédiez à Roger Keyes à la tête des Opérations Combinées. Comme vous le savez, il n’y a eu guère de raids de commandos. Je veux que vous créiez un programme de raids, capable de maintenir les côtes ennemies en état d’alerte, du cap Nord jusqu’au golfe de Gascogne. Mais votre principal objectif doit rester la « réinvasion » de la France. Vous devez créer la machine qui nous permettra de mettre Hitler à terre... » L’Allemagne à présent engagée sur deux fronts, ces raids visent également à obliger les Allemands à conserver des troupes à l’Ouest pour soulager les Soviétiques à l’Est.
Un raid est organisé deux mois à peine après son entrée en fonction : l’opération « Archery ». Il ne s’agit plus de mener de petits raids limités de renseignement et de harcèlement. Cette fois, près de 600 hommes provenant des commandos no 2, 3, 4 et 6 sont mobilisés. Le commando no 12 a par ailleurs la charge de faire diversion en menant un raid simultané sur les Lofoten dans le cadre de l’opération « Anklet ». Des officiers de renseignement et des correspondants de presse les accompagnent, de même qu’une vingtaine de Norvégiens pour leur servir de guide. Il s’agit en effet de détruire des usines de fabrication d’huile de poisson à Vaagsö et sur l’île de Maaloy, en Norvège. Des prisonniers doivent également être ramenés. C’est une sorte de répétition des Lofoten. La Royal Navy est lourdement mobilisée : un croiseur, quatre destroyers et un sous-marin sont chargés de baliser l’itinéraire et d’assurer l’accès aux fjords. Le raid est lancé pour Noël. La météo est cette fois-ci moins clémente et les Allemands se montrent beaucoup plus combatifs. Les commandos comptent 20 morts et 57 blessés. L’opération est toutefois un succès et va même jusqu’à inquiéter sérieusement Hitler. Les Allemands ont besoin du fer suédois et des unités finlandaises pour le siège de Leningrad. Si la Norvège tombe, les Britanniques pourraient accentuer la pression sur la Suède et la Finlande. Hitler décide alors d’envoyer des moyens supplémentaires pour sécuriser la Norvège. La Kriegsmarine est largement mobilisée et les effectifs de la Wehrmacht sont portés à environ 372 000 hommes. Autant d’hommes et de navires qui ne seront pas présents en Normandie en 1944.
La mise en œuvre de raids d’une plus grande envergure appelle à faire évoluer les moyens des « Opérations Combinées ». D’abord, Mountbatten prend soin de constituer un état-major à la mesure de la tâche. Il met notamment en place des bureaux dédiés à la planification, l’entrainement et aux communications.
Ensuite, de nouvelles unités commandos sont créées. Les Royal Marines sont chargés de constituer des unités en leur sein. En 1942, 8 nouveaux commandos voient ainsi le jour, les commandos n°40 à 47.  Viennent s’ajouter les commandos n°10 (interalliés), n°14 et n°62. Les unités se spécialisent de plus en plus en fonction de leurs affectations à une zone géographique précise ou à des types d’opérations particuliers. Le commando n°2 est par exemple spécialisé dans les raids aéroportés, le commando n°14 dans les opérations en milieu arctique, le commando n°62 dans les opérations de sabotage…
Par ailleurs, de nouvelles unités, plus petites que les commandos, et devant opérer de façon plus clandestine font leur apparition. Ces unités seront en réalité les premières unités de Forces Spéciales modernes. Parmi ces formations, on peut notamment citer les SBS ou Special Boat Sections. Équipées de canoës, pouvant être mis en œuvre à partir de sous-marins ou de navires de surface, elles sont spécialisées dans la reconnaissance de plage et les petites opérations de raids. Une première section d’une trentaine d’hommes avait été mise en œuvre sous l’impulsion du lieutenant Roger Courtney dès juillet 1940. Intégrée au sein de la Layforce, elle participe aux opérations en Méditerranée. Compte tenu de la nouvelle impulsion donnée aux Opérations Combinées, une deuxième section est formée en mars 1942. De janvier 1941 à octobre 1945, les SBS prennent ainsi part à près de 80 opérations. En complément des SBS, les Combined Operations Pilotage Parties ou COPPs sont créées fin 1942 par le lieutenant-commander Nigel Clogstoun-Willmott. De façon miroir, les Special Air Service (SAS) sont créés en à l’été 1941 par le lieutenant David Stirling du commando no 8, intégré également au sein de la Layforce. Pour Stirling, les opérations menées par les commandos, par l’effectif qu’elles mobilisent, sont trop lourdes pour espérer réellement jouer sur l’effet de surprise. En réalité, les unités commandos sont des troupes d’assaut spécialisées destinées à mener un violent combat d’infanterie. Il faut de plus petites équipes, plus légères pour être plus mobiles. De cette façon, il sera possible d’intervenir sur des objectifs à haute valeur stratégique. Au départ, les SAS sont constitués de 60 volontaires issus de la Layforce. Ils sont répartis en équipes de 4 qui peuvent agir de façon indépendante. En 1942 sont également constitués les Royal Naval Commando. Ils sont chargés de coordonner l’ensemble des mouvements entre les unités lors des phases de débarquements dans le cadre d’assauts amphibies massifs.
Les Opérations Combinées peuvent donc passer à la vitesse supérieure. Si 1941 a démarré lentement pour les commandos, l’activité s’accélère au cours de l’année. Finalement, pas moins d’une dizaine d’opérations de reconnaissance et de sabotage auront été lancées, en particulier en Norvège et en France. Parmi elles, on peut citer les opérations « Chopper » qui se déroulèrent du 27 au 30 septembre à Luc-sur-mer, ou encore l’opération « Sunstar » entre le 22 et le 23 novembre, seul raid d’envergure tenté sur la côte du Calvados pendant l’occupation.
Le rythme des opérations ne cesse de s’intensifier à mesure que de nouvelles unités commandos se forment et de l’arrivée de moyens matériels importants. La Grande-Bretagne ne tarde pas en effet à bénéficier des gigantesques capacités de production américaines. La stratégie définie par Churchill en juin 1940 va pouvoir pleinement s’exprimer en 1942. D’autant qu’à cet instant, les Britanniques sont sur la défensive, ils reculent en Asie et en Afrique du Nord. Ainsi, les opérations combinées et les raids de bombardiers sont les seules opérations offensives envisageables. Il n’est donc pas surprenant que 1942 voit les opérations combinées les plus audacieuses de toute la guerre être réalisées avant le débarquement du 6 juin 1944. Parmi elles, deux en particulier retiennent l’attention : les opérations « Biting » et « Jubilee ».

## L'année 1942: de «Biting» à «Jubilee»
Sur la base de renseignements de la résistance française, faisant état de la mise en œuvre d’un nouveau type de radar à la station de Bruneval en Normandie, un raid est planifié pour la fin du mois de février 1942. Ce nouveau radar, dénommé « Freya », serait capable de détecter à 120 km les approches de la RAF. Mais plutôt que de le détruire, les Britanniques souhaitent récupérer l’appareil afin d’en étudier son fonctionnement et trouver la réponse adéquate à ce nouveau système de défense. L’entreprise apparait extrêmement risquée compte tenu des falaises hautes d’une centaine de mètres et des importantes défenses mises en œuvre sur la plage. De nombreuses reconnaissances aériennes sont effectuées et les photos qu’elles ramènent sont complétées par les informations des réseaux de résistances. Tous ces renseignements établissent que la plage n’est pas minée et détaillent la répartition des Allemands autour du site. Sur cette base, il est envisagé de projeter la force par les airs. Une fois rassemblée, elle investira la station radar, prélèvera les éléments clés du système et procédera à la destruction du reste des installations. Pour le retour, elle devra rejoindre les plages en contrebas d’où elle rembarquera vers l’Angleterre. Toutes les armées sont donc parties prenantes dans cette opération. La compagnie C du 1er bataillon de la 1re division aéroportée britannique est retenue pour mener l’opération. Elle est organisée en 3 groupes : Drake, Nelson, Rodney. Elle sera accompagnée d’un opérateur radar de la RAF pour superviser le démontage du radar. La RAF fournit également en plus des avions de transports dans lesquels prendront part les parachutistes, un dispositif d’escorte assuré par des chasseurs aussi bien pour l’aller que pour le retour. Le commando n°12 est également mobilisé pour sécuriser le rembarquement. Enfin, la Royal Navy mobilise deux destroyers qui feront office de bateaux-mères. 

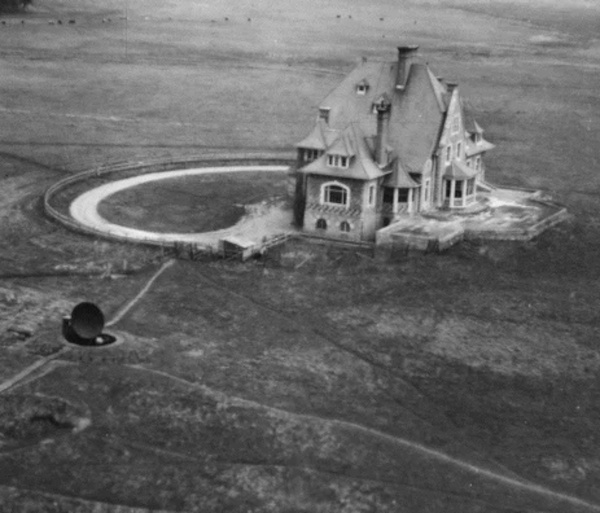
Station radar de Bruneval

L’opération « Biting » est ainsi lancée dans la nuit du 27 au 28 février 1942. C’est un énorme succès. Les Britanniques parviennent à récupérer le radar et font trois prisonniers dont un opérateur. 5 Allemands ont également été tués. Les Britanniques perdent aussi 8 hommes : deux sont morts et six autres faits prisonniers. Le raid sur Bruneval s’impose immédiatement comme un modèle d’opérations combinées. Surtout, il a permis grâce aux technologies ramenées, de déterminer les fréquences utilisées par les Allemands. Sur cette base, une technique de brouillage baptisée windows est mise au point en 1943. Il s’agit de leurrer les radars ennemis grâce au largage de milliers de bandelettes d’aluminium. Cette technique sera notamment utilisée dans la nuit du 5 au 6 juin 1944. Enivrés par ce succès, les Britanniques lancent en mars l’opération « Chariot ». Il s’agit de mettre hors service la grande cale sèche du port, la seule sur la façade atlantique à pouvoir accueillir le cuirassé géant Tirpitz. Les objectifs sont atteints au prix de lourdes pertes : 59 commandos périssent et 109 sont faits prisonniers, auxquels viennent s’ajouter une centaine d’hommes de la Navy.
Pressés par les Soviétiques et les Américains d’ouvrir un second front à l’ouest Churchill pousse alors pour que des opérations de plus grande envergure encore soient menées. Une opération de débarquement de grande envergure qui permettrait d’établir une tête de pont d’où pourrait partir la libération de l’Europe est envisagée pour 1943. Dans cette optique il est nécessaire de tester les défenses allemandes et de mettre au point les techniques de débarquement qui seront utilisées. Le commandement des Opérations Combinées met alors au point le plan « Rutter ». Ce plan prévoit une reconnaissance en force sur le port de Dieppe. Malgré son accès difficile, on croit le site faiblement défendu. Les Canadiens seront de la partie avec leur 2e division. Alors que les troupes sont prêtes à s’engager le 4 juillet, l’opération est finalement annulée compte tenu de la météo mais surtout de la réticence du commandement britannique. Le général Montgomery, qui devait mener l’opération juge en effet ce plan confus. Mais Churchill et Mountbatten insistent. L’opération « Jubilee » est alors planifiée sur les ruines de « Rutter ». Pour autant, la Royal Navy et la Royal Air Force traînent des pieds. L’Amirauté refuse le soutien de ses grands navires de lignes et la RAF de ses bombardiers lourds. Il n’empêche, 273 navires de tous tonnages participeront, accompagnés par 74 squadrons de la RAF[9] dont 60 de chasse. Ils doivent transporter, escorter et appuyer un peu plus de 6000 officiers et soldats des forces terrestres. Le gros des troupes est composé des éléments de la auquel s’ajoutent les commandos no 3 et 4. On comptera également une poignée de Rangers américains et de Français. Leur mission : s’emparer de la ville et tenir jusqu’au rembarquement. La 2e division mènera l’offensive. Elle doit s’emparer des hauteurs dominant la ville avant de lancer une attaque frontale devant Dieppe. Les commandos ont la tâche de neutraliser les batteries d’artillerie lourde allemandes installées en bordure de côte. Au total, l’opération doit se dérouler sur un front d’une vingtaine de kilomètres.

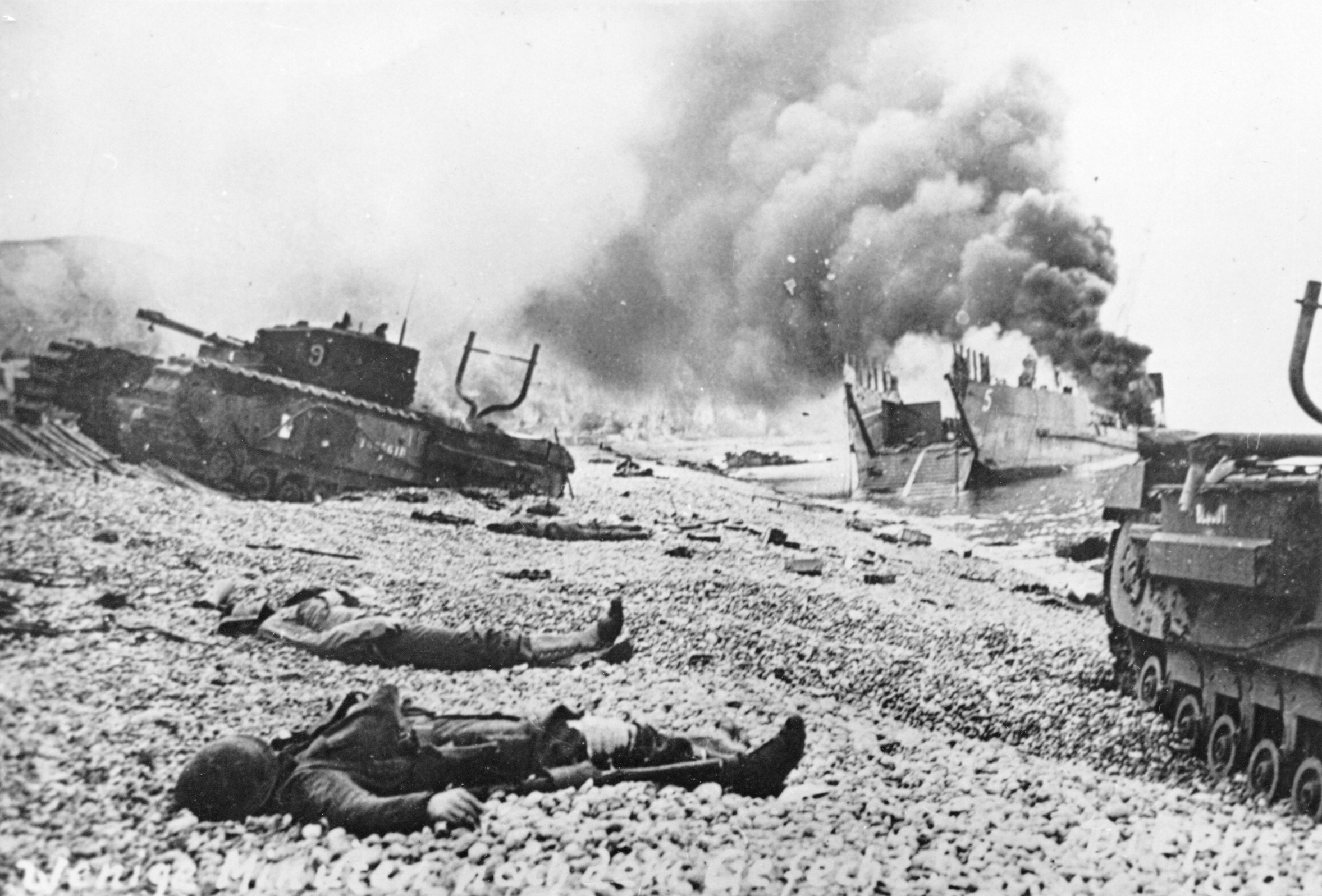
Jubilee est un échec retentissant

« Jubilee » est lancée le 19 août. Les Allemands attendent les Alliés. Le commando no 3 tombe sur un convoi allemand escorté de navires. Ceux qui parviennent à débarquer sont bloqués par un feu nourri au pied de la falaise. Un petit groupe se détache pourtant et arrive à faire taire la batterie de Berneval. Le commando no 4 a plus de chance et neutralise la batterie de Varengeville, mais c’est bien le seul succès de la journée. Une partie des Canadiens chargée de prendre les hauteurs, prise sous le déluge des mortiers et des mitrailleuses est incapable d’avancer alors qu’une autre, qui n’a pas débarqué au bon endroit est également confrontée à la défense déterminée des Allemands. Sous le poids des pertes qui s’accumulent, on se décide finalement à rembarquer. L’attaque frontale qui doit suivre est ainsi vouée à l’échec d’autant que les renseignements sur les défenses ennemies s’avèrent inexactes. Elles sont en effet grandement sous-estimées et de nombreux pelotons sont anéantis avant même de toucher terre de même que les chars Calgary. Quelques groupes parviennent jusqu’au centre-ville, mais privés de tout soutien ils se replient. La RAF voit également une centaine de ses appareils être abattus contre 48 côté allemand. L’ordre d’évacuation est finalement donné à 11 heures.
« Jubilee » est une leçon qui se paie au prix fort : 3 367 hommes sont tués, blessés ou capturés. Les raisons de cette catastrophe : une coordination interarmes et interarmées insuffisante, un renseignement inexact, l’attaque de front d’une position fermement défendue et fortifiée, l’absence d’un bombardement nourri préalable sur les défenses ennemies... autant de défaillances sur lesquelles se concentrer avant d’envisager un quelconque débarquement massif.
Si les Opérations Combinées se concentrent sur la préparation des futurs grands débarquements, les « piqures de moustiques » se poursuivent en parallèle. Leur réalisation est notamment confiée aux hommes du commando n°62 qui forment la Small Scale Raiding Force (SSRF ou « Force de raid à petite échelle »). Ce commando dépend du Special Operations Executive (SOE), un service chargé de soutenir les réseaux de résistances en menant des opérations de renseignement, de sabotage ou de guérilla. Il n’est composé que d’une cinquantaine d’hommes très bien entraînés. En 1942, la SSRF passe sous le commandement opérationnel des Opérations Combinées. Sous les ordres du major March-Phillips, un premier raid est mené quelques jours avant « Jubilee », c’est l’opération « Barricade ». Elle se déroule dans la nuit du 14 au 15 août et mobilise une dizaine de commandos seulement. Elle doit être exécutée en douze heures, aller et retour compris. Le bilan est mitigé : les commandos ne débarquent pas au bon endroit, ils ne neutralisent pas la batterie anti-aérienne qui était visée et ne rapportent aucun prisonnier. Néanmoins, March-Phillips prouve qu’il est possible avec peu d’hommes d’occasionner des dégâts importants : 3 Allemands sont tués et 6 autres blessés sans aucune perte du côté britannique. Dans son rapport de mission, March-Phillips écrit : « Les pertes infligées à l’ennemi n’étaient pas considérables, mais suffisantes pour avoir un effet démoralisant. On se demande si les Allemands ont même réalisé qui les attaquait ».
Malgré ce résultat en demi-teinte, huit raids sont programmés entre la mi-août et la mi-novembre 1942. Seuls six sont finalement menés (raids « Basalt 1 » et « Batman » sont finalement annulés) : « Barricade » entre le 14 et le 15 août ; « Dryad » entre le 2 et le 3 septembre ; « Branford » entre le 7 et le 8 septembre ; « Aquatint » entre les 12 et 13 septembre ; « Basalt 2 » entre le 3 et le 4 octobre ; « Fahrenheit »  entre le 11 et le 12 novembre. Sur l’ensemble, seul « Dryad » a véritablement atteint ses objectifs. Les autres opérations ont des résultats beaucoup plus mitigés à l’image de « Barricade » voire complètement catastrophiques. C’est notamment le cas de l’opération « Aquatint » qui fut sans doute l’échec le plus cuisant de la SSRF. Lors de ce raid, sur les 11 hommes du commando, cinq, dont March-Phillips, trouvent la mort alors que les six autres sont faits prisonniers. Cette opération contribua certainement à décider de la dissolution de la SSRF à la fin 1942.

## 1943-1944: la préparation de la "reinvasion"
En 1943 et 1944, les opérations combinées se tournent pleinement vers la préparation du débarquement qui doit se dérouler en France. À cette fin, les unités commandos sont une nouvelle fois réorganisées. Destinées à participer à des opérations bien plus importantes que les raids menés jusqu’à présent, elles sont dorénavant réparties au sein de quatre Special Service Brigade. Chaque brigade est constituée de quatre unités commando sauf la quatrième brigade qui en compte cinq :
- La première brigade est composée des commandos nos 3, 4, 6 et 45 ;
- la deuxième brigade est composée des commandos nos 2, 9, 40 et 43 ;
- la troisième brigade est composée des commandos nos 1, 5, 42 et 44 ;
- la quatrième brigade est composée des commandos nos 10, 41, 46, 47 et 48.

Les commandos nos 12, 14 et 62, destinés à la réalisation de petits raids ne sont pas intégrés (ils sont dissous entre 1943 et 1944).
L’action des Opérations Combinées s’inscrit à présent dans le travail de planification du nouveau COSSAC (Chief of Staff to the Supreme Allied Commander) qui doit produire les plans de l’opération. Dès lors, une campagne de raids, baptisée « Forfar », est organisée en mai 1943 afin de sonder les défenses allemandes et permettre au COSSAC de statuer sur le lieu du débarquement. En juillet, la Normandie est retenue. Dès lors, la raison d’être des raids « Forfar » évolue. Dorénavant, leur principale fonction consiste à maintenir l’illusion d’un débarquement dans le nord de la France. Les Allemands sont en effet convaincus que le débarquement se déroulera dans le Pas-de-Calais. Ces raids s’inscrivent alors dans le plan « Starkey », prélude à la grande opération d’intoxication « Fortitude », et destiné à suggérer l’imminence d’un débarquement de grande ampleur dans le Nord.

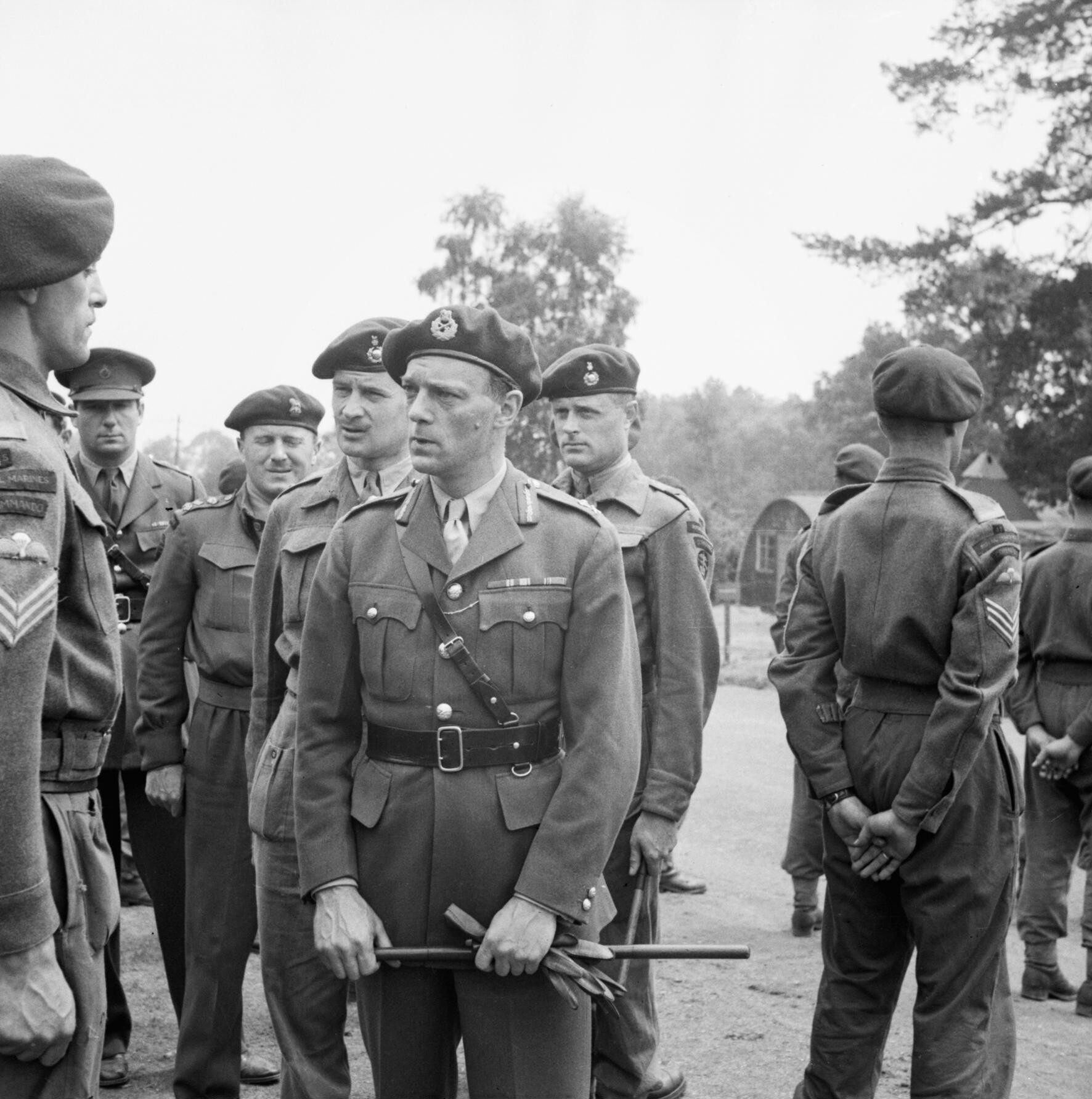
Général Robert Laycock

Il s’agit de Small Scale Raids qui seront menés entre Dunkerque et Étretat par une dizaine d’hommes du commando n°12, le commando n°62 ayant été dissout. Leur mission est d’intercepter des patrouilles et de faire des prisonniers. Après avoir été débarqués, ils ont deux heures pour exécuter la mission, à l'issue desquelles ils doivent rembarquer à bord de vedettes rapides (les Motor Torpedo Boat ou MTB) et regagner les côtes anglaises. Les Opérations Combinées doivent mener une dizaine de raids de ce type. Finalement sept sont bien lancés entre juillet et novembre 1943 : « Forfar Beer » ; « Forfar Dog » ; « Forfar Easy » ; « Forfar How » ; « Forfar Item » ; « Forfar Mike » ; « Forfar Love ». Entretemps, l’amiral Mountbatten est nommé en août 1943, Commandant suprême des forces alliées pour l’Asie du Sud-Est. Il cède sa place au général Robert Laycock quelques semaines plus tard.
À partir du 11 septembre, les raids « Forfar » laissent la place à une nouvelle campagne de raids, baptisée cette fois « Hardtack ». Il s’agit de six à huit raids de reconnaissance à mener entre le Havre et Ostende, deux sur les îles anglo-normandes et une en préparation de l’opération « Manacle Easy ». Les deux troops de commando français (soit environ 160 commandos) intégrées au sein du commando interallié n°10 sont particulièrement mises à contribution, la majorité de ces opérations devant avoir lieu en territoire français. Ils sont renforcés par des éléments des SBS. Douze opérations « Hardtack » sont programmées. Les raids « Hardtrack » se succèdent de décembre 1943 à la mi-janvier 1944. Si des pertes sont à enregistrer, ces différentes campagnes de raids ont atteint leurs objectifs : de très nombreux renseignements sur l’état des défenses allemandes ont pu être récupérés et l’ignorance sur les véritables intentions alliées a été maintenue.
Les raids reprennent après un mois de pause, le temps d’exploiter l’ensemble des renseignements. Les préparatifs du débarquement entrent désormais dans leur dernière phase. Des opérations de reconnaissance sur les plages sont alors menées par les hommes-grenouilles des COPP dès décembre 1943. Ces unités se sont notamment illustrées en 1942, en permettant au général Giraud de rejoindre l’Afrique du Nord grâce à l’emploi d’un sous-marin de poche. Elles seront parmi les premières – si ce n’est les premières – unités engagées lors du D-Day. En effet, ayant approché les plages anglo-canadiennes à bord de petits sous-marins (X class submarines), elles devancent les premières vagues d’assaut et s’affairent à « marquer les plages » pour guider la progression des troupes.

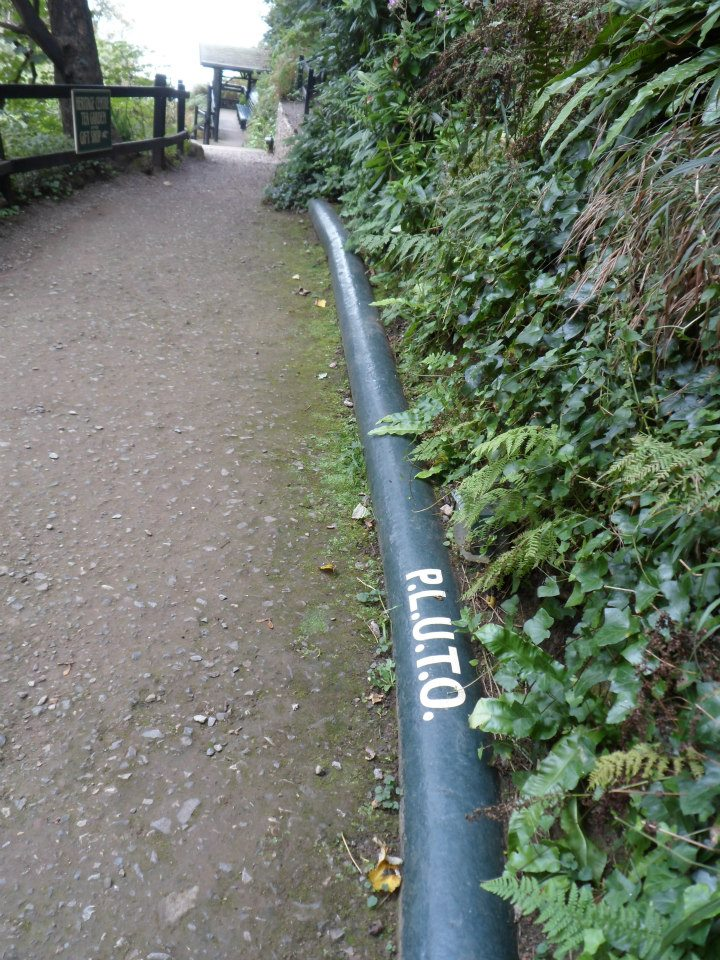
Pipeline PLUTO

Au-delà des différentes actions commandos, les Opérations Combinées conduisirent  également, d’abord à travers l’ISTDC puis le Combined Operations Experimental Establishment (COXE mais prononcé coxy) qui lui succède en 1942, plusieurs programmes de recherche et développement significatifs. Parmi eux, on peut citer le Pipeline Under The Ocean ou PLUTO. Ce projet vise à déployer entre l’Angleterre et la France, un réseau d’oléoducs sous-marins permettant d’acheminer le carburant nécessaire aux troupes une fois qu’elles auraient débarqué. Les premières expérimentations sont menées dès 1942. Au total, un peu plus de 800 km de tuyaux furent installés. En janvier 1945, PLUTO délivrait 300 tonnes de carburant par jour. En mars 1945 c’était dix fois plus avec 3 000 tonnes délivrées par jour. À la fin du conflit, c’est près de 800 millions de litres qui avaient traversé la Manche.
Le COXE dut également travailler sur l’un des projets les plus ambitieux de la guerre. Ce projet, qui commence fin 1942, est baptisé « Habakkuk » et s’inscrit dans le cadre de la bataille de l’Atlantique. Il s’agit de construire des bases flottantes faites à partir d’un mélange bois et de glace, le pykrete. Elles seraient alors quasiment invulnérables aux torpilles allemandes. Pour cela, il était prévu de prélever des pans entiers d’icebergs en Arctique. Ces navires participeraient à la sécurisation des convois de l’Atlantique et à la lutte contre les sous-marins allemands. Mais au cours de l’année 1943, les alliés ne se font plus d’illusion sur le fait que la bataille de l’Atlantique est sur le point d’être gagnée. Le projet très consommateur de ressources finit donc par être abandonné à la fin de l’année 1943.

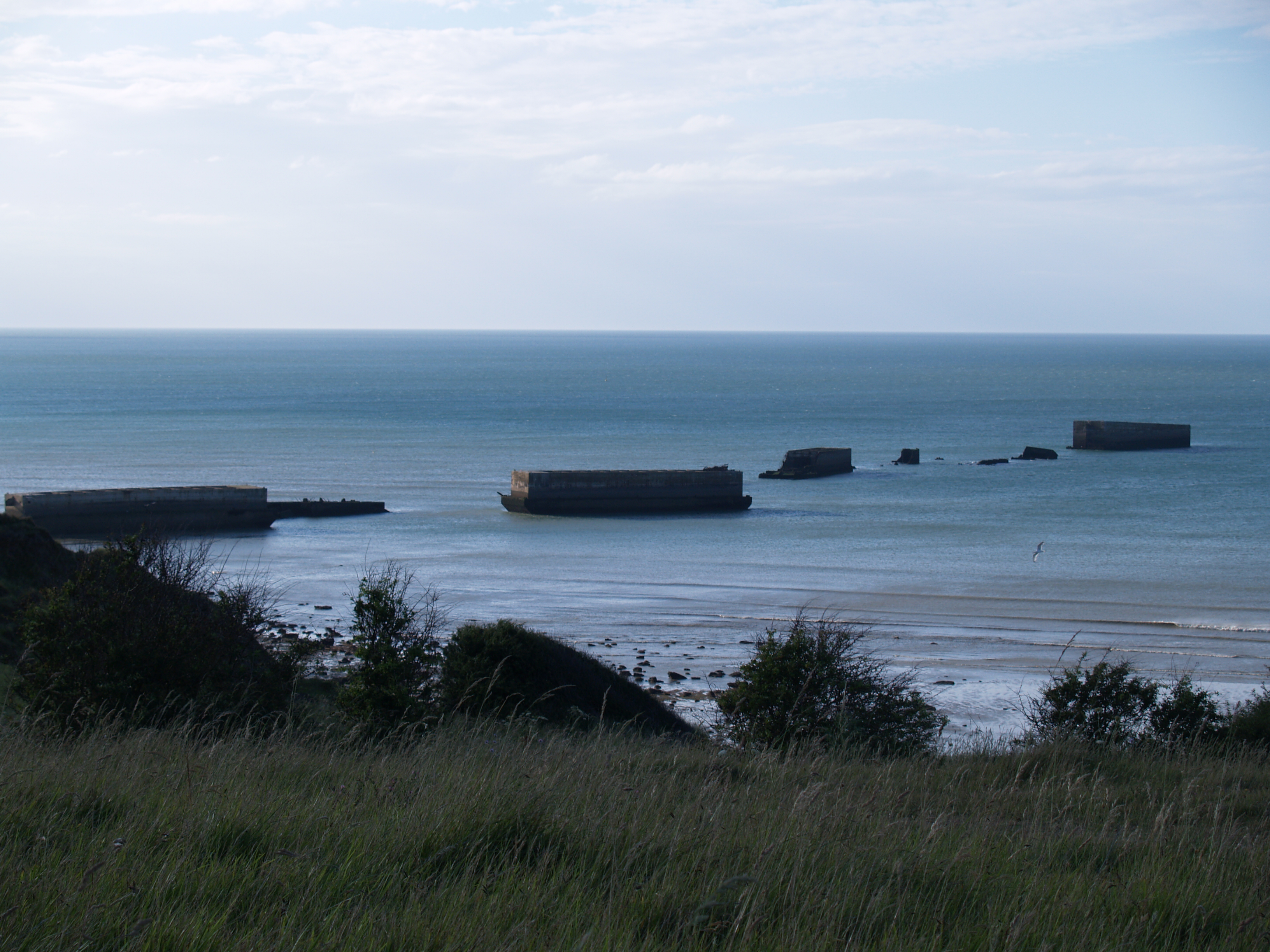
Port flottant Mulberry en Normandie

Mais l’une des réalisations les plus connues à mettre au compte des ingénieurs du COXE est le port flottant « Mulberry ». À la suite de l’opération ratée sur Dieppe en 1942, les Britanniques se demandent comment acheminer le soutien nécessaire au développement de la tête de pont si aucun port ne peut être pris. En août 1943, le projet d’un port flottant formé de caissons en béton est approuvé. 300 entreprises employant jusqu’à 45 000 personnes sont mobilisées pour la construction des éléments en Angleterre. 212 caissons de 1 600 à plus de 6 000 tonnes sont réalisés ainsi que 23 quais totalisant 1 100 tonnes et 15 km de voies. À la suite du débarquement du 6 juin 1944, les éléments sont convoyés depuis l’Angleterre pour être assemblés. Deux ponts doivent être mis en œuvre, l’un à Omaha Beach et l’autre à Arromanches. Cependant, une tempête entre le 19 et le 21 juin rend le port d’Omaha Beach inutilisable. Au total, l’unique port « Mulberry » permit au cours de ses cinq mois d’utilisation, d’acheminer 2 millions d’hommes, 500 000 véhicules et 4 millions de tonnes de fret.

## Après-guerre

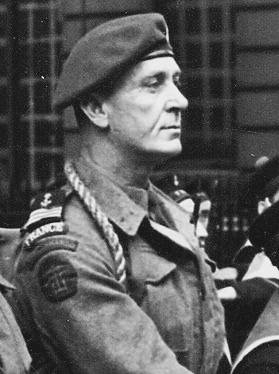
Philippe Kieffer

Si la réalisation des débarquements en Europe, place les « Opérations Combinées » au second plan, elles ne disparaissent pas pour autant. Elles survivent même à la guerre puisque Robert Laycock restera en poste jusqu’en 1947.
L’héritage qu’elles laissent est important, et pas seulement pour les Britanniques. Les Opérations Combinées inaugurent la mise au point des premières unités de forces spéciales modernes à la fois chez les Britanniques mais aussi chez plusieurs alliés à travers leur participation au sein du commando n°10 notamment. Les Français, qui forment à eux seuls deux des huit troops au sein de cette unité, s’approprieront pleinement l’ « esprit commando » sous l’égide du commandant Philippe Kieffer, initiateur des futures unités de commandos de la Marine Nationale. Par ailleurs, les « Opérations Combinées » ont permis d’engager une réflexion doctrinale moderne et de perfectionner  la planification, la préparation et l’exécution des opérations amphibies, et plus largement interarmées, qu’elles soient réalisées dans un cadre national ou en coalition. 